# 조던 캘러웨이
조던 캘러웨이(영어: Jordan Calloway, 1990년 10월 18일 ~ )는 미국의 배우, 래퍼이다. 아치 코믹스 원작의 드라마 《리버데일》(2017-18)에 척 클레이턴 역으로 출연하였다.

## 출연 작품

### 영화
- 카운트다운 (2019) - 맷 먼로 역

### 텔레비전
- D.C. 특수수사대 (2001)
- 언패뷸러스 (2004-07)
- ER (2005-06)
- 스위치드 앳 버스 (2014)
- 리버데일 (2017-18)
- 블랙 라이트닝 (2018-21)